# Natalya Nikitina-Helvey
Natalya Nikitina (russisch Наталья Никитина; engl. Transkription Natalia Nikitina; * 5. April 1978 in Taschkent) ist eine ehemalige usbekische Tennisspielerin.

## Karriere
Nikitina begann als kleines Kind als Schwimmerin, wechselte dann aber zum Tennis und wurde in dieser in Usbekistan noch relativ neuen Sportart dann in den Juniorinnenkader der Nationalmannschaft aufgenommen. Während ihrer Zeit in Usbekistan wurde Nikitina als erste Frau ihres Landes von der Women’s Tennis Association (WTA) in die Weltrangliste aufgenommen. Sie spielte auch mehrere Jahre bis 1999 Profitennis, was ihr später 2002 in ihrer College-Tennis-Zeit zum Nachteil gereichte, da die National Association of Intercollegiate Athletics (NAIA) eine neue Regel aufstellte, nach der Tennisspielerinnen, die jemals Geld als Tennisspielerin verdienten, nicht mehr in einer Collegemannschaft spielen konnten.
Sie spielte 1995 bis 1999 in insgesamt 15 Begegnungen 22 Matche für die usbekische Fed-Cup-Mannschaft. Sie konnte von neun Einzeln zwei und von 13 Doppeln sieben gewinnen.

### College Tennis
Ab 1999 spielte Nikitina bis 2002 für die Damentennismannschaft der Eagles der Oklahoma Christian University. 2000 war sie Teil des USTA All-American summer team und während sie bei Oklahoma Christian Tennis spielte, gewann Nikitina-Helvey in den Jahren 2000, 2001 und 2002 dreimal den Titel NAIA All-American. Ebenfalls im Jahr 2002 erhielt sie einen All-America-Pick der Intercollegiate Tennis Association. Im Januar 2018 wurde sie als erst zweite Tennisspielerin in die Athletic Hall of Fame der Universität aufgenommen.

## Persönliches
2003 machte sie ihren Abschluss mit summa cum laude in Business Administration und Management und arbeitete fortan als Tennistrainerin an verschiedenen Universitäten in den USA. Im Jahr 2005 übernahm ihr ehemaliger Trainer bei Oklahoma Christian, Chris Young, die Position des Tennis-Cheftrainers an der Wichita State University und stellte Nikitina-Helvey als Co-Trainerin ein. Nikitina heiratete und bekam einen Sohn. Danach trainierte und unterrichtete sie an der Burleson Centennial High School und promovierte gleichzeitig in Gesundheit und Humanmedizin.